# دوره پنج دودمان و ده پادشاهی

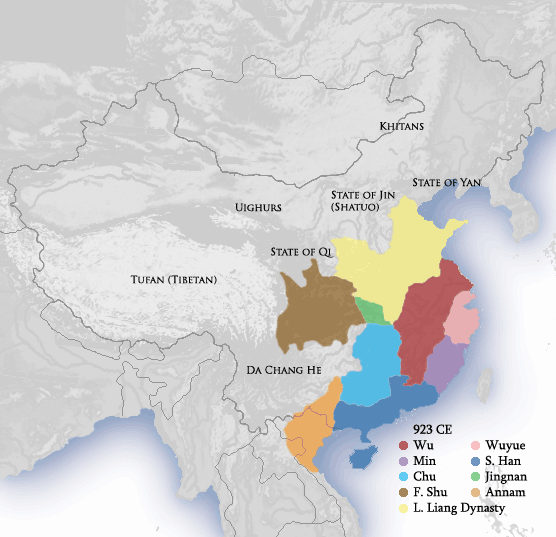
ده پادشاهی در سال ۹۲۳ میلادی

دورهٔ پنج دودمان و ده پادشاهی (۹۰۷–۹۶۰ میلادی) دورهٔ ملوک الطوایفی در چین بود. در این دوره حکومت‌های مختلفی بر این سرزمین فرمان می‌راندند. این دوره مابین سقوط دودمان تانگ و تأسیس دودمان سونگ می‌باشد. در این دوره، در شمال چین، حکومت‌ها به نوبت جانشین یکدیگر می‌شدند اما در جنوب چین ده دولت متفاوت هم‌زمان حکم می‌راندند.
این دولت‌ها عبارتند از:

## پنج سلسله
- دودمان لیانگ پسین (۹۰۷–۹۲۳ میلادی)
- دودمان تانگ پسین (۹۲۳–۹۳۶ میلادی)
- دودمان جین پسین (۹۳۶–۹۴۷ میلادی)
- دودمان هان پسین (۹۴۷–۹۵۱ میلادی)
- دودمان ژو پسین (۹۵۱–۹۶۰ میلادی)

## ده پادشاهی
- وو (۹۰۷–۹۳۷ میلادی)
- وویو (۹۰۷–۹۷۸ میلادی)
- مین (۹۰۹–۹۴۵ میلادی)
- چو (۹۰۷–۹۵۱ میلادی)
- هان جنوبی (۹۱۷–۹۷۱ میلادی)
- شو سابق (۹۰۷–۹۲۵ میلادی)
- شو جدید (۹۳۴–۹۶۵ میلادی)
- جینگ نان (۹۲۴–۹۶۳ میلادی)
- تانگ جنوبی (۹۳۷–۹۷۵ میلادی)
- هان شمالی (۹۵۱–۹۷۹ میلادی)